# Mario Bava
Pour les articles homonymes, voir Bava.
Mario Bava [ˈmaːrjo ˈbava], né le 31 juillet 1914 à Sanremo, et mort le 27 avril 1980 à Rome, est un réalisateur, scénariste, chef opérateur ainsi qu'un créateur d'effets spéciaux italien.
Il est considéré comme un maître du cinéma d'horreur italien. Malgré le fait qu'il disposait souvent de budgets très faibles, d'un temps de tournage limité et d'acteurs pas toujours à la hauteur, il a réussi à réaliser des films devenus cultes, qui ont donné vie à des genres cinématographiques jusque-là inédits.
Le danger vient de l'espace (1958) est le premier drame de science-fiction italien, annonçant le genre apocalyptique ; Les Vampires (1957) et Le Masque du démon (1960) ont été les films fondateurs de l'épouvante gothique italienne ; avec La Fille qui en savait trop (1963) il a inventé le giallo ; Roy Colt et Winchester Jack (1970) a été l'un des premiers westerns spaghetti parodiques, et Les Chiens enragés est un poliziottesco précurseur du cinéma pulp, tandis que La Baie sanglante (1971) et Six Femmes pour l'assassin (1964) ont inspiré le slasher. Bava est également devenu célèbre pour avoir créé des effets spéciaux et des trucages simples et ingénieux à une époque où les effets numériques n'existaient pas encore.
Son fils Lamberto est également devenu un réalisateur réputé de films d'épouvante et fantastiques.

## Biographie

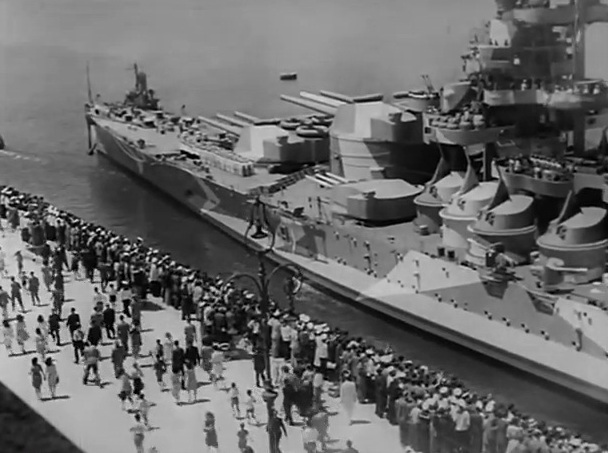
Une scène du film de propagande Le Navire blanc, photographiée par Giuseppe Caracciolo et Mario Bava.

### Les débuts
Mario Bava est né en 1914 à Sanremo en Ligurie d'un père sculpteur. Il a été attiré par le cinéma tout comme son père. Celui-ci est entré dans le monde du cinéma en 1906 en sculptant le portail d'un tombeau pour une production Pathé. Il sera par la suite chef-opérateur sur des productions italiennes. Cependant la première vocation de Mario Bava est la peinture qu'il apprend aux Beaux Arts. Bava est entré dans le monde du cinéma à un jeune âge et a immédiatement collaboré avec de grands réalisateurs, grâce à son talent pour construire des effets spéciaux et des systèmes d'éclairage, appris de son père. Son goût prononcé pour la peinture a également contribué à sa mise en scène ; il a d'ailleurs été défini par le réalisateur américain Raoul Walsh comme un véritable maître des pinceaux.
Bava a commencé sa carrière en tant que créateur d'effets spéciaux. Les particularités de son travail dans ce domaine étaient l'éclairage et la manipulation des images. Pendant la Seconde Guerre mondiale, Bava travaille pour l'Istituto Luce, manipulant des films de propagande sur de fausses victoires de l'armée italienne, notamment une attaque inexistante sur l'île de Malte.

### Chef opérateur
À l'âge de vingt ans, il se marie et commence à créer les génériques de versions italiennes de films américains. Le premier film auquel Bava participe en tant que chef opérateur est Il socio invisibile (it) (1939), réalisé par Roberto Roberti, alias Vincenzo Leone, père de Sergio Leone. Toujours en 1939, Bava entame une collaboration avec Roberto Rossellini. En effet, il a dirigé la photographie de deux courts métrages réalisés par le maître du néoréalisme italien : Le Dindon insolent et La vispa Teresa. En 1941, il rencontre Francesco De Robertis, qu'il considère comme un maître.
Entre 1941 et 1943, il est chef opérateur pour de nombreux films de De Robertis, comme Le Navire blanc (coréalisé par Roberto Rossellini), S.O.S. 103, Requins d'acier et Uomini e cieli, dont il dirige également la photographie avec Carlo Bellerio. En 1943, il dirige la photographie du long métrage L'avventura di Annabella, réalisé par Leo Menardi. Plus tard, il s'est occupé de la photographie pour des films de réalisateurs tels que Mario Monicelli (Dans les coulisses, Gendarmes et Voleurs, coréalisé avec Steno) et Luigi Comencini.

### Premières réalisations

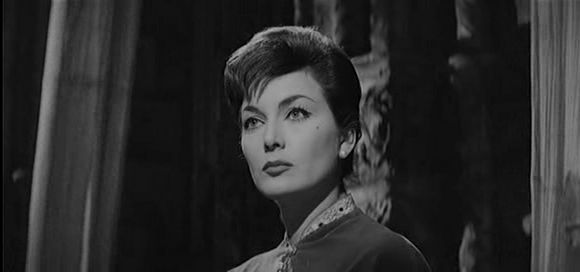
Gianna Maria Canale dans Les Vampires.

En 1946, Bava fait ses débuts de réalisateur avec le court-métrage L'orecchio (it). Cinq autres courts métrages et documentaires ont suivi, et il a été engagé par Lux, une célèbre société de production cinématographique italienne dirigée à l'époque par Carlo Ponti. Il a travaillé comme chef opérateur avec des réalisateurs tels que Mario Soldati et Aldo Fabrizi.
En 1957, il dirige la photographie de Les Vampires, réalisé par Riccardo Freda, un film qui est considéré comme l'initiateur de l'horreur italienne Bava a également supervisé les effets spéciaux (le vieillissement de Gianna Maria Canale est devenu célèbre, réalisé sans coupes de montage, grâce à l'aide de lumières colorées et de maquillage), supervisé le montage et achevé le tournage, bien qu'il ne soit pas crédité. Il travaille encore deux fois avec Freda : en 1958 pour La Charge des Cosaques et en 1959 pour Caltiki, le monstre immortel. Pour ce film également, Bava a dirigé la photographie et achevé le tournage mais n'a pas été crédité. Il a également supervisé les effets spéciaux, utilisant des tripes pour réaliser le monstre vedette du film, inspiré du Blob du film Danger planétaire. En 1959, il est également chef opérateur pour Hercule et la reine de Lydie. Il a également travaillé sur Esther et le Roi de Raoul Walsh.

### Le Masque du démon, le premier succès

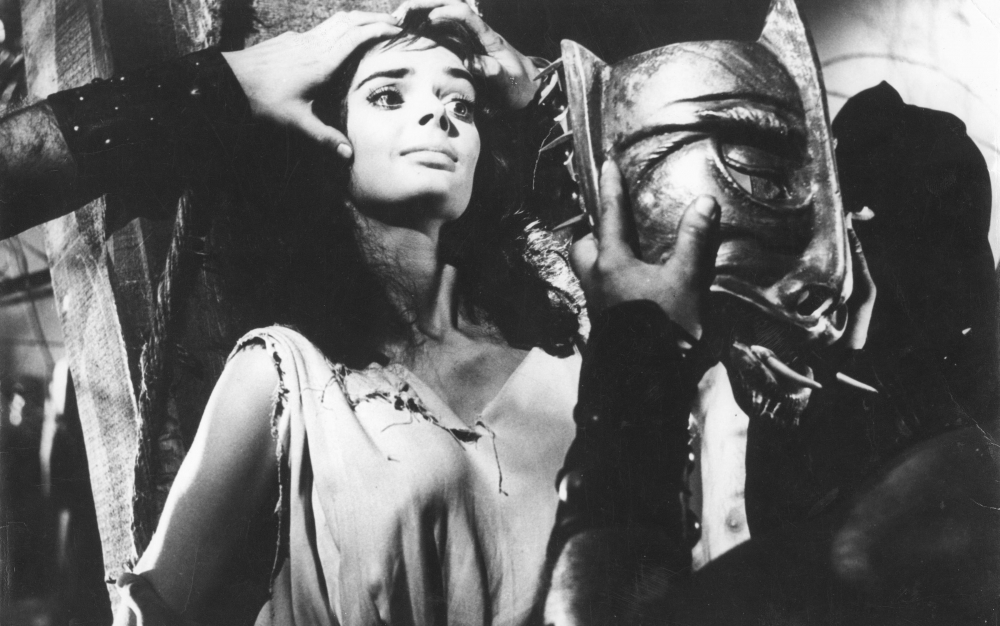
Barbara Steele dans Le Masque du démon.

Toujours en 1959, Bava achève le tournage de La Bataille de Marathon, initialement réalisé par Jacques Tourneur et Bruno Vailati. Pour les remercier, les producteurs du film ont décidé de laisser Bava faire ses débuts dans la réalisation de longs métrages. On lui confie Le Masque du démon, en 1960.
C'est le plus important film d'horreur gothique italien. Bava s'éloigne des codes du film de vampire et réussit un film expressionniste, poétique, effrayant, adapté du conte fantastique russe Vij de Nicolas Gogol. Il a rapporté peu à sa sortie (environ 139 millions de lires), mais il est rapidement devenu un classique et il a fait accéder son réalisateur à une renommée mondiale. Bava s'est également occupé de l'élégante photographie et des effets spéciaux artisanaux mais efficaces. Il a en outre lancé la carrière de Barbara Steele, dont le visage expressif a marqué les esprits.

### Années 1960
L'œuvre suivante de Bava est Hercule contre les vampires (1961), un péplum fantastique contaminé par l'horreur, jugé comme l'un des meilleurs péplums italiens. Le film a rapporté 398 millions de lires et a connu un grand succès à l'étranger. Toujours en 1961, Bava réalise La Ruée des Vikings, un autre film d'aventure, et termine le tournage de Mille et Une Nuits, un film commencé par Henry Levin.
En 1962, Bava réalise son premier thriller, La Fille qui en savait trop dans lequel il commence à jeter les bases de ce que sera le giallo. Le scénariste italien Luigi Cozzi a déclaré que le scénario original était plutôt une comédie romantique, mais que le film est devenu un giallo au fur et à mesure de sa production. Alors que Bava voulait intituler son film Incubo, un titre faisant allusion au démon incube, les distributeurs lui ont imposé leur titre décalqué de L'Homme qui en savait trop d'Alfred Hitchcock. L'œuvre fera néanmoins date et certaines séquences du film seront imitées et reprises par bien d'autres réalisateurs, comme Dario Argento.

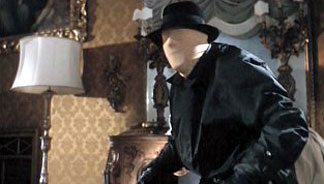
Le tueur sans visage dans Six Femmes pour l'assassin (1964), l'œuvre qui établit tous les codes du genre.

Il renoue ensuite avec l'univers gothique et sadique de ses débuts dans Le Corps et le Fouet (1963). Sous le pseudonyme de John M. Old, il met en scène la relation sadomasochiste entre une femme et son amant, interprétés par Daliah Lavi et Christopher Lee. Le film, victime de la censure, n'a pas été très rentable, rapportant seulement 72 millions de lires.
Toujours en 1963, le film à sketches Les Trois Visages de la peur est sorti. Dans les derniers plans du film où Boris Karloff chevauche un cheval, la caméra fait un zoom arrière pour montrer au spectateur le décor, révélant ainsi la fiction du film. Cette technique peut être considérée comme relevant du métacinéma. Le film a également inspiré le nom de l'un des groupes de rock les plus importants de l'histoire, Black Sabbath, considéré par certains comme l'initiateur du genre heavy metal. C'est le bassiste Geezer Butler qui a proposé le nom au groupe, en le reprenant du film qui, dans les pays anglophones, portait le titre « Black Sabbath ».
En 1964, il réalise Six Femmes pour l'assassin. Le film montre plusieurs meurtres, tous différents les uns des autres, et présente également pour la première fois un tueur au visage masqué portant un imperméable mackintosh et une paire de gants. Avec ce film, qui est souvent considéré comme son chef-d'œuvre, où culmine son goût pour les lumières et les couleurs flamboyantes et les décors surchargés, Bava signe l'acte fondateur du giallo qui établit tous les codes du genre.
En 1965, il réalise son seul film de science-fiction, La Planète des vampires, qui contient également des nombreux ingrédients du film d'épouvante. Le film est considéré comme un exemple significatif dans ce domaine et inspirera le film Alien de Ridley Scott. Il a été réalisé avec peu de moyens et des décors minimalistes. Bava a raconté qu'il ne disposait que de deux gros rochers, qu'il déplaçait sur le plateau entre chaque prise. Le film a connu un succès discret aux États-Unis, où il a été distribué par American International Pictures, célèbre fournisseur de ciné-parcs.
Mais, à cette époque, en Italie, c'est le western qui a les faveurs du public. Bava s'y essaye, sans réussite, avec Arizona Bill. Il réitère avec le western parodique Roy Colt et Winchester Jack. Il a également co-réalisé, sans être crédité, avec Antonio Román Les Dollars du Nebraska (1966).
En 1966, Bava revient au style gothique en réalisant Opération peur, un film plein d'inventions visuelles. En 1967 survient le décès de son père, Eugenio Bava. L'année suivante, Mario réalise une version très pop de Danger : Diabolik !, basée sur le célèbre fumetti Diabolik. Le film a été produit par Dino De Laurentiis, grâce auquel Bava a eu le plus gros budget de sa carrière : 200 millions de lires. Le réalisateur a réussi à ne pas dépenser tout l'argent disponible, mais il n'était pas très satisfait du film, se plaignant que De Laurentiis l'avait obligé à ne pas tourner de scènes trop violentes par crainte de la censure. De Laurentiis propose à Bava de réaliser une suite, mais le réalisateur refuse catégoriquement. En 1969, il tourne en Espagne Une hache pour la lune de miel, un giallo sarcastique.
Bava a toujours été très critique envers ses films, les dénigrant souvent ouvertement. Par exemple, L'Espion qui venait du surgelé (1966), une comédie d'espionnage avec Franco et Ciccio, ainsi que la comédie érotique Une nuit mouvementée ou le giallo érotique L'Île de l'épouvante alias Cinq Filles dans une nuit chaude d'été ont été a posteriori dédaignés par leur réalisateur.
Également dénigré par la critique, L'Espion qui venait du surgelé est pourtant le plus grand succès de Bava en Italie avec au moins 1 520 833 entrées, pour des recettes qui s'élèvent à 365 millions de lires.

### Années 1970
La Baie sanglante (1971) a ouvert la voie à la création d'un autre genre, le slasher, et a inspiré la série Vendredi 13. C'est un film particulièrement pessimiste, dans lequel Bava montre tout son mépris pour des êtres humains qui éliminent leurs prochains et veulent détruire leur environnement en installant un parc d'attraction dans une magnifique baie. Le film est également connu pour ses nombreuses expérimentations, notamment l'utilisation occasionnelle du flou artistique.

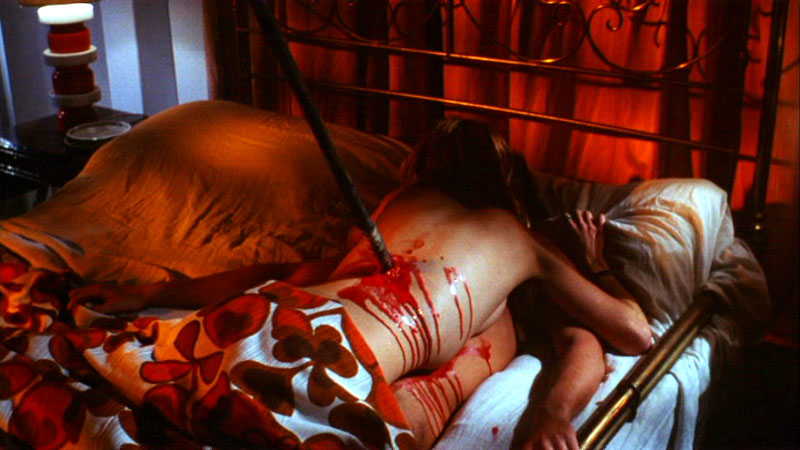
L'un des nombreux meurtres spectaculaires de La Baie sanglante.

En 1972, c'est au tour de Lisa et le Diable, qui a connu de nombreux problèmes de production et a connu deux versions. La seconde version, remontée par le producteur Alfred Leone qui y ajoute quelques scènes d'exorcisme et la renomme La Maison de l'exorcisme a toujours été rejetée par le réalisateur, qui en refuse la paternité.
La même année, Bava tourne Baron vampire, un hommage à l'horreur gothique à une époque où l'horreur italienne prend une autre direction sous l'impulsion de Dario Argento.
Mais ce qui est considéré par certains comme le véritable chef-d'œuvre du réalisateur n'est pas un film d'horreur, mais un poliziottesco : Les Chiens enragés. C'est le film maudit de Bava, réalisé en 1973 et jamais sorti en salles car bloqué par la faillite de la société de production. Ce n'est qu'en 1995 qu'il a été récupéré et distribué en DVD en Italie, sous le titre Semaforo rosso.
Après Les Chiens enragés, Bava a réalisé deux autres films. Les Démons de la nuit (1977) est un film d'horreur psychologique avec Daria Nicolodi dans le rôle principal. Certaines séquences ont été réalisées par son fils Lamberto Bava, qui faisait ainsi ses débuts derrière la caméra. La Vénus d'Ille est un téléfilm co-réalisé avec son fils Lamberto.
En 1980, Bava réalise quelques effets spéciaux sur Inferno, réalisé par Dario Argento. Il a notamment créé la séquence dans laquelle la Mater Tenebrarum se transforme en Mort ainsi que quelques maquettes de gratte-ciel de New York.
Bava meurt d'un infarctus du myocarde le 27 avril 1980, peu avant de commencer le tournage d'un nouveau film intitulé Star Express, qui devait marquer son retour à la science-fiction. Son corps est enterré dans le cimetière Flaminio à Rome.

## Esthétique et style
Mario Bava est surtout connu pour son utilisation expressionniste de la couleur. Des films tels que Six Femmes pour l'assassin et La Planète des vampires donnent à voir des couleurs intenses et fortes qui agressent et hypnotisent presque le spectateur.
Les décors constituent également une part importante de l'œuvre de Bava, notamment dans ses films d'horreur gothiques tels que Opération peur, Les Trois Visages de la peur et Le Masque du démon. Les décors pop de Danger : Diabolik ! sont également un jalon dans le domaine.
Son procédé stylistique le plus célèbre est le zoom, un dispositif largement utilisé dans les films de genre italiens des années 1960 et 1970. Bava a été l'un des premiers réalisateurs italiens à l'utiliser, et il l'a utilisé dans ses films souvent d'une manière jugée exagérée par certains critiques (comme dans L'Île de l'épouvante ou La Planète des vampires).
Grâce également à son ingéniosité et à ses techniques personnelles, il a pu métamorphoser des lieux de tournage en extérieurs avec très peu de moyens. À plusieurs reprises, Bava reçoit des invitations émanant des États-Unis lui proposant de venir travailler à Hollywood. Ce à quoi il oppose une fin de non recevoir : « Je déteste l’Amérique, je suis casanier ». Bava aime à se moquer des Américains et de leurs superproductions. Il raconte un jour qu’il avait demandé à un homme, durant un tournage, de remuer à la main les branches d’un arbre pour la scène d’un film, avant d’ajouter : « Si tu demandes un truc pareil à un Américain, il refusera d’emblée et te réclamera une machine ».

## Hommages

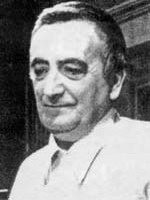
Bava en 1962.

Mario Bava est admiré et imité par de nombreux réalisateurs italiens et américains. Martin Scorsese, Tim Burton, Joe Dante, John Landis et Quentin Tarantino ont déclaré à plusieurs reprises qu'il était pour eux une source d'inspiration.
- Tim Burton fait explicitement référence au Masque du démon dans son film Sleepy Hollow, la Légende du cavalier sans tête. Il a également été très surpris lorsque, lors de la présentation de son film à Rome, certains journalistes italiens ont déclaré ne pas connaître Mario Bava[11]. Quentin Tarantino, quant à lui, a déclaré que le génie de Mario Bava se cache derrière chaque plan. Les déclarations de ces réalisateurs sont contenues dans le documentaire diffusé par Sky Italia en 2004, Mario Bava - Operazione paura, réalisé par Gabriele Acerbo et Roberto Pisoni. Le documentaire contient également des interviews et des déclarations de Dario Argento, Daria Nicolodi, Dino De Laurentiis, Ennio Morricone, Roger Corman, Mario Monicelli, Sergio Stivaletti, Lamberto Bava, Roman Coppola, John Phillip Law, Elke Sommer et Alfredo Leone.
- Christophe Gans a intitulé son premier court-métrage en 1981 Silver Slime, dont le titre italien Bava d'Argento est un hommage aux deux maîtres de l'horreur italien Mario Bava et Dario Argento[12].
- Federico Fellini a également rendu hommage à Bava : dans son Toby Dammit, un épisode du film collectif Histoires extraordinaires, il y a en effet une petite fille qui rappelle beaucoup celle d'Opération peur (qui était en fait un enfant). En fait, l'hommage ressemble plus à un plagiat, à tel point que Fellini n'a jamais averti Bava de la séquence dans son film. Bava s'en est rendu compte en regardant le film au cinéma[6].
- Roman Coppola a tourné CQ en 2001, incluant de nombreuses références à Danger : Diabolik !.
- David Lynch, dans le dernier épisode de la série télévisée Twin Peaks, a rendu hommage à Bava en filmant la séquence dans laquelle l'agent Dale Cooper est poursuivi par son double maléfique, une référence à la scène similaire dans Opération peur.
- Dans Arrivederci amore, ciao (2005), Michele Soavi reproduit la célèbre scène des Démons de la nuit, dans laquelle Daria Nicolodi est allongée sur le lit et la caméra montre d'en haut ses cheveux qui bougent de manière étrange, se rebellant contre la force de gravité.

« Son génie, et l'héritage qu'il laisse à ceux qui viendront après lui, réside dans le fait que, quels que soient les moyens dont on dispose, il est toujours possible d'accomplir un excellent travail. »

— Roger Corman
Les critiques italiens ont toujours considéré Bava comme un petit réalisateur de série B. Les seuls éloges concernaient les effets spéciaux de ses films. Ce n'est qu'après sa mort qu'une réévaluation de son œuvre a commencé. Au contraire, aux États-Unis et en France, il a été immédiatement considéré comme un maître de l'horreur. Une rétrospective lui est consacrée à la Cinémathèque française en juillet 2019.

## Filmographie

### Réalisateur

#### Courts métrages
- 1946 : L'orecchio (it) (documentaire)
- 1947 : Santa notte (documentaire)
- 1947 : Legenda sinfonica (documentaire)
- 1947 : Anfiteatro Flavio (documentaire)
- 1949 : Variazioni sinfoniche (documentaire)
- 1950 : Capriccio musicale

#### Longs métrages
- 1957 : Les Vampires (I vampiri) (coréalisé avec Riccardo Freda)
- 1958 : Le danger vient de l'espace (La morte viene dallo spazio) (coréalisé avec Paolo Heusch)
- 1959 : Hercule et la Reine de Lydie (Ercole e la regina di Lidia) (coréalisé avec Pietro Francisci)
- 1959 : Caltiki, le monstre immortel (Caltiki - il mostro immortale) (coréalisé avec Riccardo Freda)
- 1959 : La Bataille de Marathon (La battaglia di Maratona) (coréalisé avec Jacques Tourneur et Bruno Vailati)
- 1960 : Le Masque du démon (La maschera del demonio)
- 1960 : Esther et le Roi (Ester e il re) (coréalisé avec Raoul Walsh)
- 1961 : Le Dernier des Vikings (L'ultimo dei Vikinghi) (coréalisé avec Giacomo Gentilomo)
- 1961 : Les Mille et Une Nuits (Le meraviglie di Aladino) (coréalisé avec Henry Levin)
- 1961 : Hercule contre les vampires (Ercole al centro della terra) (coréalisé avec Francesco Prosperi)
- 1961 : La Ruée des Vikings (Gli invasori)
- 1963 : La Fille qui en savait trop (La ragazza che sapeva troppo)
- 1963 : Les Trois Visages de la peur (I tre volti della paura)
- 1963 : Le Corps et le Fouet (La frusta e il corpo)
- 1964 : Six Femmes pour l'assassin (Sei donne per l'assassino)
- 1964 : Arizona Bill (La strada per Fort Alamo)
- 1965 : La Planète des vampires (Terrore nello spazio)
- 1966 : Les Dollars du Nebraska (Ringo del Nebraska) (coréalisé avec Antonio Román)
- 1966 : Duel au couteau (I coltelli del vendicatore)
- 1966 : Opération peur (Operazione paura)
- 1966 : L'Espion qui venait du surgelé (Le spie vengono dal semifreddo)
- 1968 : Danger : Diabolik ! (Diabolik)
- 1970 : L'Île de l'épouvante (Cinque bambole per la luna d'agosto)
- 1970 : Une hache pour la lune de miel (Il rosso segno della follia)
- 1970 : Roy Colt et Winchester Jack (Roy Colt e Winchester Jack)
- 1971 : La Baie sanglante (Reazione a catena)
- 1972 : Baron vampire (Gli orrori del castello di Norimberga)
- 1972 : Une nuit mouvementée (Quante volte... quella notte)
- 1973 : Lisa et le Diable ou La Maison de l'exorcisme (Lisa e il diavolo)
- 1974 : Les Chiens enragés (Cani arrabbiati)
- 1977 : Les Démons de la nuit (Schock)
- 1979 : La Vénus d'Ille (La Venere d'Ille) (téléfilm coréalisé avec Lamberto Bava)

### Chef opérateur
- 1939 : Il socio invisibile (it) de Roberto Roberti
- 1939 : Thérèse la Vive (La vispa Teresa) de Roberto Rossellini
- 1940 : Le Dindon insolent (Il tacchino prepotente) de Roberto Rossellini
- 1942 : Requins d'acier de Francesco De Robertis
- 1943 : Sant'Elena, piccola isola d'Umberto Scarpelli et Renato Simoni
- 1943 : L'avventura di Annabella de Leo Menardi
- 1946 : Uomini e cieli de Francesco De Robertis
- 1947 : L'elisir d'amore de Mario Costa
- 1947 : La chiesa del Gesù de Arturo Gemmiti (it)
- 1947 : Noël au camp 119 (Natale al campo 119) de Pietro Francisci
- 1948 : Une nuit de folie à l'opéra (Follie per l'opera) de Mario Costa
- 1948 : Amours de clown (Pagliacci) de Mario Costa
- 1949 : Saint Antoine de Padoue (Antonio di Padova) de Pietro Francisci
- 1950 : Miss Italie (Miss Italia) de Duilio Coletti
- 1950 : Quel bandito sono io (it) (Her Favorite Husband) de Mario Soldati
- 1950 : Dans les coulisses (Vita da cani) de Mario Monicelli et Steno
- 1950 : È arrivato il cavaliere de Mario Monicelli et Steno
- 1951 : Gendarmes et Voleurs (Guardie e ladri) de Mario Monicelli et Steno
- 1951 : La Chanson du printemps (Canzone di primavera) de Mario Costa
- 1951 : Amor non ho... però... però (it) de Giorgio Bianchi
- 1951 : La famiglia Passaguai d'Aldo Fabrizi
- 1952 : La famiglia Passaguai fa fortuna d'Aldo Fabrizi
- 1952 : Papà diventa mamma d'Aldo Fabrizi
- 1953 : Les Héros du dimanche (Gli eroi della domenica) de Mario Camerini
- 1953 : Pardonne-moi (Perdonami!) de Mario Costa
- 1953 : Le Chemin de l'espérance (Il viale della speranza) de Dino Risi
- 1953 : Balocchi e profumi (it) de Natale Montillo (it) et F.M. De Bernardi
- 1953 : Les Amants de Villa Borghese (Villa Borghese) de Gianni Franciolini
- 1954 : Affaires de fou (Cose da pazzi) de Georg Wilhelm Pabst
- 1954 : L'Amour au collège (Terza liceo) de Luciano Emmer
- 1955 : Graziella de Giorgio Bianchi
- 1955 : Hanno rubato un tram de Mario Bonnard et Aldo Fabrizi
- 1955 : Avocat, bonne nuit ! (Buonanotte... avvocato!) de Giorgio Bianchi
- 1955 : Les Aventures et les Amours de Casanova (Le avventure di Giacomo Casanova) de Steno
- 1955 : Il n'y a pas de plus grand amour (Non c'è amore più grande) de Giorgio Bianchi
- 1955 : La Belle des belles (La donna più bella del mondo) de Robert Z. Leonard
- 1956 : Les Week-ends de Néron (Mio figlio Nerone) de Steno
- 1956 : Roland, prince vaillant (Orlando e i Paladini di Francia) de Pietro Francisci
- 1957 : Les Vampires (I vampiri) de Riccardo Freda et Mario Bava
- 1958 : Ville de nuit (Città di notte) de Leopoldo Trieste
- 1958 : Les Travaux d'Hercule (Le fatiche di Ercole) de Pietro Francisci
- 1958 : Le danger vient de l'espace (La morte viene dallo spazio) de Paolo Heusch et Mario Bava
- 1959 : Hercule et la Reine de Lydie (Ercole e la regina di Lidia) de Pietro Francisci
- 1959 : La Charge des Cosaques (Agi Murad, il diavolo bianco) de Riccardo Freda
- 1959 : Caltiki, le monstre immortel (Caltiki il mostro immortale) de Riccardo Freda et Mario Bava
- 1959 : La Bataille de Marathon (La battaglia di Maratona) de Jacques Tourneur, Mario Bava et Bruno Vailati

### Effets spéciaux
- 1950 : Quel bandito sono io (it) (Her Favorite Husband) de Mario Soldati
- 1956 : Les Week-ends de Néron (Mio figlio Nerone) de Steno
- 1957 : Les Vampires (I vampiri) de Riccardo Freda et Mario Bava
- 1958 : Les Travaux d'Hercule (Le fatiche di Ercole) de Pietro Francisci
- 1958 : Le danger vient de l'espace (La morte viene dallo spazio) de Paolo Heusch et Mario Bava
- 1959 : Hercule et la Reine de Lydie (Ercole e la regina di Lidia) de Pietro Francisci et Mario Bava
- 1959 : La Bataille de Marathon (La battaglia di Maratona) de Jacques Tourneur, Mario Bava et Bruno Vailati
- 1960 : Le Masque du démon (La maschera del demonio) de Mario Bava
- 1960 : Capitaine Morgan (Morgan il pirata) d'André de Toth et Primo Zeglio
- 1961 : Les Mille et Une Nuits (Le meraviglie di Aladino) de Mario Bava
- 1961 : Hercule contre les vampires (Ercole al centro della terra) de Mario Bava
- 1961 : La Ruée des Vikings (Gli invasori) de Mario Bava
- 1962 : Les Sept Gladiateurs (I sette gladiatori) de Pedro Lazaga
- 1963 : La Fille qui en savait trop (La ragazza che sapeva troppo) de Mario Bava
- 1963 : Les Trois Visages de la peur (I tre volti della paura) de Mario Bava
- 1963 : Le Corps et le Fouet (La frusta e il corpo) de Mario Bava
- 1964 : Rome contre Rome (Roma contro Roma) de Giuseppe Vari
- 1964 : Arizona Bill (La strada per Fort Alamo) de Mario Bava
- 1965 : La Planète des vampires (Terrore nello spazio) de Mario Bava
- 1966 : Les Dollars du Nebraska (Ringo del Nebraska) de Mario Bava
- 1966 : Duel au couteau (I coltelli del vendicatore) de Mario Bava
- 1966 : Opération peur (Operazione paura) de Mario Bava
- 1966 : L'Espion qui venait du surgelé (Le spie vengono dal semifreddo) de Mario Bava
- 1968 : Danger : Diabolik ! (Diabolik) de Mario Bava
- 1970 : L'Île de l'épouvante (5 bambole per la luna d'agosto) de Mario Bava
- 1970 : Roy Colt et Winchester Jack (Roy Colt e Winchester Jack) de Mario Bava
- 1970 : Waterloo (Ватерлоо) de Sergueï Bondartchouk
- 1971 : La Baie sanglante (Reazione a catena) de Mario Bava
- 1972 : Baron vampire (Gli orrori del castello di Norimberga) de Mario Bava
- 1972 : Une nuit mouvementée (Quante volte... quella notte) de Mario Bava
- 1972 : On m'appelle Providence (La vita, a volte, è molto dura, vero Provvidenza ?) de Giulio Petroni
- 1975 : Moïse (Mosè) de Gianfranco De Bosio
- 1977 : Les Démons de la nuit (Schock) de Mario Bava
- 1980 : Inferno de Dario Argento